# Dzień Statystyki Polskiej
Dzień Statystyki Polskiej – polskie święto obchodzone corocznie 9 marca, uchwalone 2 grudnia 2008 roku podczas zebrania Komitetu Statystyki i Ekonometrii Polskiej Akademii Nauk.

## Historia
Dzień ten został wybrany na pamiątkę sesji Sejmu Czteroletniego z 9 marca 1789 roku, podczas której Fryderyk Józef Moszyński uzasadniał przeprowadzenie spisu statystycznego na ziemiach polskich. W efekcie, 22 czerwca tegoż samego roku, sejm proklamował spis ludności Rzeczypospolitej Obojga Narodów i uchwalił konstytucję o nazwie „Lustracja dymów i podanie ludności”.

## Obchody
Według punktu 2. Uchwały o ustanowieniu 9 marca Dniem Statystyki Polskiej obchody mają na celu promocję i popularyzację statystyki jako nauki i statystyki publicznej oraz powinny być okazją do informowania opinii publicznej o wynikach naukowych badań statystycznych. 

## Na świecie
Zgromadzenie Ogólne Organizacji Narodów Zjednoczonych, podczas 41. sesji odbywającej się w lutym 2010 roku (rezolucją nr 64/267 z dnia 3 czerwca 2010 roku), uchwaliło 20 października Światowym Dniem Statystyki (ang. World Statistics Day, WSD).